# Horncastle
Horncastle est un village du Lincolnshire, en Angleterre. Il est situé dans le district d'East Lindsey.
Sa population était de 7 291 habitants en 2021.
Horncastle était connu sous le nom Banovallum à l'époque romaine.
Horncastle est jumelée avec la ville française de Bonnétable.

## Personnalités liées
- Annie Dixon (1817 - 1901), peintre miniaturiste